# Браяково Брдо
45°31′ пн. ш. 15°26′ сх. д. / 45.51° пн. ш. 15.43° сх. д.
Браяково Брдо (хорв. Brajakovo Brdo) — населений пункт у Хорватії, у Карловацькій жупанії у складі громади Нетретич.

## Населення
Населення за даними перепису 2011 року становило 116 осіб.
Динаміка чисельності населення поселення: